# КРОК (фестиваль)
«Крок» — международный фестиваль мультипликационных фильмов, проводимый в СССР с 1989 года, затем — в России и на Украине (первоначально проводился раз в два года, с 1998 — ежегодно), а с 2014 года — только в России. «Крок» призван содействовать обмену творческим опытом, поискам новых идей, стилей, технологий, интеграции отечественной анимации в мировой кинопроцесс. С 1991 года фестивали проходят в речных круизах на теплоходах. Традиционно в работе «Крока» принимают участие около 230 человек — конкурсантов, почетных гостей и представителей СМИ примерно из 40 стран мира (из них около 100 представителей России).

## Организаторы
- Президент: Давид Черкасский (в 1989—2018, Украина) — режиссёр.
- Президент: Эдуард Назаров (в 1991—2014, Россия) — режиссёр, художник.
- Почётный президент: Юрий Норштейн (с 2008, Россия) — режиссёр.
- Генеральный директор: Ирина Капличная (Украина).
- Название фестиваля («Крок» переводится с украинского как «шаг») придумал Гарри Бардин[2].
- Эмблему фестиваля придумал и нарисовал автор, художник Илья Березницкас.
- Членами жюри в разные годы были Александр Татарский, Фредерик Бак, Боривой Довникович, Ив Рифо, Гиль Алкабец, Юрий Норштейн, Радна Сахалтуев, Андрей Хржановский, Пол Дриссен, Игорь Волчек, Джимми Мураками, Норман Роже, Вадим Храпачев, Игорь Ковалев, Жан Рюбак, Джоан Гратц, Моник Рено, Виолетта Колесникова, Святослав Ушаков, Андрей Курков, Джоанна Тосте, Теодор Ушев, Алексей Алексеев, Мария Муат, Евгений Делюсин, Янно Пылдма, Дмитрий Высоцкий и др.

## История

### КРОК I Всесоюзный
Прошёл в 1989 году в Киеве.
Гран-при: «Дом культуры» (Реж. Рихо Унт, Эстония)
Критик Михаил Гуревич был доволен программой фестиваля, но удивился отсутствию в жюри таких людей, как А. Татарский и А. Хржановский. По его мнению, фильмы фестиваля показали сдвиг в сторону мультипликации для взрослых. Особенно он отметил фильмы из Белоруссии, Украины, Средней Азии и Казахстана. Критик Людмила Донец тоже была, в целом, довольна программой. Она назвала слабым местом фильмы на политическую тему («Контакты... конфликты» Е. Гамбурга и новые фильмы Р. Саакянца) и отметила фильмы из Эстонии и Свердловска, а также фильмы студии «Союзмультфильм» («Мартынко», «Выкрутасы», «Смех и горе у Бела моря»). Донец признала, что получивший Гран-при фильм «Дом культуры» Р. Унта смешной, но не увидела в нём глубины.

### КРОК-I Международный
Прошёл в 1991 году на борту теплохода «Маршал Кошевой» по маршруту Киев — Одесса — Браила (Румыния) — Киев.
Гран-при: «Подружка» (реж. Елена Гаврилко, Россия)

### КРОК-II
Прошёл в 1993 году.
- Гран-при: «Сон смешного человека» (реж. Александр Петров, Россия)
- Специальные призы: «Деревня» (реж. Марк Бейкер, Великобритания), «Адам» (реж. Питер Лорд, Великобритания);
  - Приз в категории «Фильмы до 5 минут»: «Прогулка к бездне» (реж. Жорж Швицгебель, Швейцария);
  - Приз в категории «Фильмы от 5 до 10 минут»: «Племянник кукушки» (реж. Оксана Черкасова, Россия);
  - Приз в категории «Фильмы от 10 до 30 минут»: «Пьеса» (реж. Барри Пурвс, Великобритания);
  - Приз в категории «Фильмы более 30 минут»: «Бобе-Майсес» (реж. Елена Касавина, Украина);
  - Приз в категории «Фильмы для детей»: «Машенька» (реж. Сергей Олифиренко, Россия);

### КРОК-III
Прошёл в 1995 году (Киев — Канев — Запорожье — Днепропетровск — Херсон — Одесса — Киев).
- Гран-при: «Севильский цирюльник» (реж. Наталия Дабижа, Россия)
- Специальные призы: «О, Джулия!» (реж. Ф.Ли, Великобритания), Невероятные приключения Уоллеса и Громита: Неправильные штаны (реж. Ник Парк, Великобритания), «Свичкрафт» и «Пустышка» (реж. Константин Бронзит, Россия);
  - Приз в категории «Фильмы до 5 минут»: Гагарин (реж. Алексей Харитиди, Россия);
  - Приз в категории «Фильмы от 5 до 10 минут»: «Нюркина баня» (реж. Оксана Черкасова, Россия);
  - Приз в категории «Фильмы от 10 до 30 минут»: «Лев с седой бородой» (реж. Андрей Хржановский, Россия);
  - Приз в категории «Фильмы для детей»: «История одного поросёнка» (реж. Людмила Ткачикова, Украина);
  - Приз в категории «Реклама»: «Русский сахар» (реж. Юрий Норштейн, Россия);
    - Дипломы: «Как вам это понравится» (реж. Алексей Караев, Россия), «Кармен-Хабанера» (реж. А.Корейво, Польша), «Монах и рыба» (реж. Михаэль Дюдок де Вит, Франция), «Травиата: мы — цыгане» (реж. Г.Леруа, Франция-Бельгия), «Холодрыга» (реж. Роберт Саакянц, Армения);

### КРОК-IV
Прошёл c 11 августа по 25 августа 1997 года на борту теплохода «Маршал Кошевой» по маршруту Киев — Одесса — Артек — Киев.
30 стран-участниц. 160 фильмов в конкурсе. 12 ретроспектив.
- Гран-при: «Плоский мир» (реж. Даниэль Гривз, Великобритания);
- Специальные призы: «Рождество» (реж. Михаил Алдашин, Россия), Невероятные приключения Уоллеса и Громита: Стрижка «под ноль» (реж. Ник Парк, Великобритания), «Русалка» (реж. Александр Петров, Россия);
  - Приз в категории «Студенческие фильмы»: «Большая миграция» (реж. Юрий Черенков, Франция);
    - Дипломы: «Розовая кукла» (реж. Валентин Ольшванг, Россия), «Рассказ о кошке и луне» (реж. Пабло Серрацина, Португалия) и др.

### КРОК-V
Прошел c 15 сентября по 23 сентября 1998 года на борту теплохода «Илья Репин» по маршруту Москва-Углич-Кострома-Нижний Новгород-Ярославль.
Первый фестиваль на территории России. Задача фестиваля — наметить тенденции развития анимационного искусства в грядущем тысячелетии. В этой связи в программе заявлены как картины созданные за последние 5 лет и завоевавшие международное признание, так и фильмы молодых аниматоров. Профессионалы определят десятку лучших.

### КРОК-VI
Прошёл c 21 сентября по 2 октября 1999 года на борту теплохода «Маршал Кошевой» по маршруту Киев — Кременчуг — Днепропетровск — Запорожье — Херсон — Севастополь — Киев. В конкурсе участвуют 100 фильмов из 30 стран
- Гран-при: «Старик и море» (реж. Александр Петров, Россия);
- Специальные призы: «Фуга» (реж. Жорж Швицгебель, Швейцария), «На краю земли» (реж. Константин Бронзит, Франция);
  - Приз в категории «Фильмы до 5 минут»: «Карнавал» (реж. А.Аон, Франция);
  - Приз в категории «Фильмы от 5 до 10 минут»: «Фараон» (реж. Сергей Овчаров, Россия);
  - Приз в категории «Фильмы от 10 до 30 минут»: «Гилберт и Салливэн, как они есть» (реж. Барри Пурвс, Великобритания);
  - Приз в категории «Фильмы свыше 30 минут»: «Кирику и колдунья» (реж. Мишель Осело, Франция);
  - Приз в категории «Фильмы для детей»: «Железный волк» (реж. Наталья Марченкова, Олег Педан, Украина);
  - Приз в категории «Дебюты»: «Нос майора» (реж. Михаил Лисовой, Россия);
  - Приз в категории «Студенческие фильмы»: «Наступила осень» (реж. Екатерина Соколова, Россия);

### КРОК-VII
Прошёл c 12 августа по 20 августа 2000 года на борту теплохода «Фёдор Шаляпин» по маршруту Москва — Кострома — Ярославль — Валаам — Кижи — Санкт-Петербург. Фестиваль посвящён лучшим работам студентов киношкол мира и фильмов-дебютов, созданных в 1998—2000 годов. Закрытие проводилось в кинотеатре «Паризиана» на Невском, 80. В конкурсе — 81 фильм из более чем 20 стран мира.
- Гран-при: «Понпон» (реж. Фабьен Друэ, Франция);
- Специальные призы: «Свет» и «Письмо» (реж. Д.Сукуп, Чехия);
  - Приз в категории «Дебюты»: «Любовь» (реж. Агамурад Аманов, Россия), «Изгнание демона» (реж. Д.Кроу, Великобритания);
  - Призы жюри: «Птицы в клетках не летают» (реж. Л.Брисено, Франция), «История кота со всеми вытекающими последствиями» (реж. Наталья Березовая, Россия), «Воскресение» (реж. Артур Толстобров, Россия), программа Королевской Академии изящных искусств (Гент, Бельгия);

### КРОК-VIII
Прошёл c 21 августа по 1 сентября 2001 года на борту теплохода «Т. Г. Шевченко» по маршруту Одесса — Севастополь — Ялта — Херсон — Днепропетровск — Киев. В конкурсе — свыше 160 фильмов из 32 стран.
- Гран-при: «Привет из Кисловодска» (реж. Дмитрий Геллер, Россия)
- Специальные призы: «Отец и дочь» (реж. Михаэль Дюдок де Вит, Нидерланды-Великобритания), «Настраивая инструменты» (реж. Ежи Куча, Польша), «Летающий Нансен» (реж. Игорь Ковалев, США);
  - Приз в категории «Фильмы до 5 минут»: «Ш-ш-ш» (реж. М.Х. де Сильва Невеса, Португалия);
  - Приз в категории «Фильмы от 5 до 10 минут»: Кошки под дождём (реж. Алексей Демин, Россия);
  - Приз в категории «Фильмы от 10 до 30 минут»: «Настраивая инструменты» (реж. Ежи Куча, Польша);
  - Приз в категории «Фильмы свыше 30 минут»: Побег из курятника (реж. Ник Парк, Питер Лорд, Великобритания);
  - Приз в категории «Фильмы для детей»: «Моя жизнь» (реж. Наталья Березовая, Россия);
  - Приз в категории «Дебюты»: «Вниз в преисподнюю» (реж. Р.Кастилло, Мексика) и «Соседи» (реж. Степан Бирюков, Россия);
  - Приз в категории «Прикладная анимация»: «Люба» (реж. Иван Максимов, Россия);
  - Приз в категории «Сериалы»: «Интернет Самуэля» (реж. Рихо Унт, Эстония);
    - Дипломы: «Девочка и облака» (реж. Жорж Швицгебель, Швейцария), О птичках (реж. Ральф Эглестон, США), «Королевская ссора» (реж. У-К.Графтстрон, Швеция) и др.

### КРОК-IX
Прошёл c 15 августа по 22 августа 2002 года на борту теплохода «Виссарион Белинский» по маршруту Санкт-Петербург — Валаам — Свирьстрой — Петрозаводск — Вытегра — Горицы — Москва. В конкурсе авторского кино свыше 100 работ, в конкурсе заказной анимации — около 70. Представлены 35 стран.
- Гран-при: «Шёл трамвай девятый номер» (реж. Степан Коваль, Украина).
- Специальные призы: «От души и сердца» (реж. Х. П. Ечеверри, Испания), «Хобо» (реж. Й.Еманн, Германия), «Необычные рижане» (реж. Розе Стиебра, Латвия);
  - Призы: «Вторжение» (реж. Фил Маллой, Великобритания), «Рождество божьих коровок» (реж. Х.Эрнитс, Я.Пылдма, Эстония), «Черепаха» (реж. С.Амон, Бразилия), «Букашки» (реж. Михаил Алдашин, Россия);
    - Дипломы: «Тимун и нарвал» (реж. Наталья Орлова, Россия-Великобритания-Канада), «Матрац Гамильтона» (реж. Барри Пурвс, Великобритания), «Признаки разумной жизни» (реж. Роберт Саакянц, Армения), «ORANGE» (реж. Святослав Ушаков, США), «Хаш» (реж. Андрей Соколов, Россия).

### КРОК-X
Прошёл c 30 сентября по 8 октября 2003 года на борту теплохода «Генерал Ватутин» по маршруту Киев — Днепропетровск — Запорожье — Севастополь — Одесса. В конкурсе — 153 фильма. Фестивальный корабль попал в шторм в Чёрном море.
- Гран-при: «Про раков»[10] (реж. Валентин Ольшванг, Россия).
- Специальные призы: «Эхограмма» (реж. Сергей Алибеков, Узбекистан), Трио из Бельвилля (реж. Сильвен Шоме, Бельгия-Канада-Франция), «Парные прыжки на лыжах с трамплина» (реж. Р.Машима, Япония);
  - Приз в категории «Фильмы до 5 минут»: «Секс на крыше» (реж. PES, США);
  - Приз в категории «Фильмы от 5 до 10 минут»: «Па» (реж. Н.Гудридж, Австралия);
  - Приз в категории «Фильмы свыше 30 минут»: Трио из Бельвилля (реж. Сильвен Шоме, Бельгия-Канада-Франция);
  - Приз в категории «Фильмы для детей»: «Нехороший мальчик» (реж. Олег Ужинов, Россия);
  - Приз в категории «Прикладная анимация»: «Время принять ванну в Клеркенвелле» (реж. Алексей Будовский, США);

### КРОК-XI
Прошёл c 19 августа по 28 августа 2004 года на борту теплохода «Георгий Жуков» по маршруту Нижний Новгород — Городец — Плес — Кострома — Рыбинск — Ярославль — Горицы — Мышкин — Углич — Тверь — Москва.
«Крок» посвящён творчеству начинающих аниматоров. В конкурсе — более 130 фильмов. Представлена 31 страна.
- Гран-при: «Маленькая ночная симфония» (реж. Дмитрий Геллер, Россия)
- Специальные призы: Высшей национальной школе изобразительных искусств (ЕNSАD), Франция; «Плоская жизнь» (реж. Й.Гернаэрт, Бельгия); «Люция» (реж. Ф.Гённерт, Германия);

### КРОК-XII
Прошёл c 19 сентября по 1 октября 2005 года на борту теплохода «Принцесса Днепра» по маршруту Киев — Запорожье — Херсон — Севастополь — Одесса. В конкурсную программу вошли 128 новых мультфильма из 34 государств.
- Гран-при: «Молоко» (реж. Игорь Ковалев, США)

### КРОК-XIII
Прошел c 9 августа по 20 августа 2006 года на борту теплохода «Георгий Жуков» по маршруту Нижний Новгород — Чистополь — Пермь — Чайковский — Елабуга — Казань — Нижний Новгород. В конкурсную программу вошли 120 фильмов из 40 стран.
- Гран-при: «Овертайм» (реж. Ури Атлан, Тибо Берлан, Демьен Фэрие, Франция).

### КРОК-XIV
Прошел c 25 сентября по 5 октября 2007 года на борту теплохода «Тарас Шевченко» по маршруту Ялта — Херсон — Запорожье — Кременчуг — Канев — Киев. В конкурсную программу вошли 153 фильма из 40 стран.
- Гран-при: «Сестры Пирс» (реж. Луис Кук, Великобритания).

### КРОК-XV
Прошел с 22 сентября по 29 сентября 2008 года на корабле «Виссарион Белинский» по маршруту Петербург — Кижи — Валаам — Ярославль — Москва. В конкурсе — 128 фильмов из 35 стран мира
- Гран-при: «Странник» (реж. Йоан Польфор, Бельгия).
- Девочка-дура — Приз III категории (дебюты).

### КРОК-XVI
В 2009 году прошел на борту теплохода «Зірка Дніпра» c 28 сентября по 7 октября по маршруту Киев — Запорожье — Херсон — Севастополь — Одесса. В конкурсе — 93 фильма из 35 стран мира.
Гран-при: «Лили» (реж. Рихо Унт, Эстония)

### КРОК-XVII
17-й фестиваль студенческой и дебютной анимации «Крок — Мир детства» прошёл на теплоходе «Виссарион Белинский», плывшем по Волге — от Нижнего Новгорода до Нижнего Новгорода — с 18 по 28 сентября 2010 года, остановки были в Саратове, Самаре, Волгограде, Казани.
- Гран-При фестиваля и $5 тыс.: «Мадагаскар. Путевой дневник», Бастьен Дюбуа (Франция);
- Особый приз имени Александра Татарского «Пластилиновая ворона» «За высший пилотаж» и $3 тыс.: «Ещё раз!», Екатерина Овчинникова, Татьяна Окружнова, Елена Петрова, Алина Ахьяева, Наталья Павлычева, Марина Архипова, Светлана Топорская (Россия);
- Специальный приз жюри и $4 тыс. «За лучший детский фильм» — фильм «Маленький мальчик и чудовище», Йоханнес Вайланд и Уве Хайдшеттер (Германия);
- Специальный приз жюри и $4 тыс. «За поэзию, переведенную в анимацию без слов» — фильм «Маяк», Велислава Господинова (Болгария);
  - Приз в категории «Студенческие фильмы, созданные в процессе обучения» и $3 тыс.: «Мальчик из жевательной резинки», Масаки Окуда (Япония);
  - Приз в категории «Дипломная работа» и $3 тыс.: «Стенли Пикл», Вики Мэзер (Великобритания);
  - Приз в категории «Первый профессиональный фильм, снятый вне учебного заведения» и $3 тыс.: «Дерево детства», Наталия Мирзоян (Россия);
  - Приз зрительских симпатий и $1 тыс.: «Мадагаскар. Путевой дневник», Бастьен Дюбуа (Франция).

Все лауреаты

### КРОК-XVIII
Прошел c 24 сентября по 3 октября 2011 года на борту теплохода «Принцесса Днепра» по маршруту Киев — Запорожье — Севастополь — Одесса. В конкурсе — 130 фильмов из 40 стран мира.
- Гран При и 10000 долларов США: «Ныряльщики под дождем», режиссёры Прийт Пярн, Ольга Пярн (Эстония);
- Специальный приз жюри «За непотопляемое чувство юмора»: «Приливы туда-сюда», режиссёр Иван Максимов (Россия);
- Специальный приз жюри «За изобразительное решение»: «Переправа», режиссёр Элиз Симар (Канада);
- Специальный приз жюри «За первый профессиональный фильм» и 5000 долларов США: «По каплям», режиссёр Лео Верье (Франция);
- Особый приз имени Александра Татарского «Пластилиновая ворона» — «За высший пилотаж» и 7000 долларов США: «После», режиссёр Инга Коржнева (Россия);
  - Приз в категории «Фильмы продолжительностью до 5 минут»: «Рубика», режиссёры Клер Боэан, Людовик Абас и другие (Франция);
  - Приз в категории «Фильмы продолжительностью от 5 до 10 минут»: «Налларбор», режиссёры Алистер Локхарт, Патрик Сэррел (Австралия);
  - Приз в категории «Фильмы продолжительностью от 10 до 50 минут»: «Внешний мир», режиссёр Дэвид Орейли (Германия);
    - Диплом «За бережное прикосновение к сложной теме человеческой судьбы»: «Сизый голубочек», режиссёр Екатерина Соколова (Россия);

  - Приз в категории «Фильмы для детей» и 5000 долларов США: «Доду — картонный мальчик», режиссёр Жозе Мигель Рибейру (Португалия);
    - Диплом «За очаровательную фантазию»: «Ягодный пирог», режиссёр Елена Чернова (Россия);

  - Приз в категории «Прикладная и заказная анимация»: «Андроид Флойд», режиссёр Джонатан Лайонс (США);
    - Диплом «За эффективный минимализм»: «Швейная машинка Уша» и «Спасите нашего тигра — игра», режиссёр Суреш Эрият (Индия);
    - Диплом «За врожденное чувство юмора»: «LOG JAM», режиссёр Алексей Алексеев (Венгрия).

### КРОК-XIX
Фестиваль прошёл в сентябре 2012 года в России и проследовал по маршруту Санкт-Петербург — Москва.
- Гран-при: «Рисовая или армянская», режиссёры Элен Маршаль, Сам Баррас, Ромэн Блондель, Селин Сэй (Франция);
- Особый приз имени Александра Татарского «Пластилиновая ворона» — «За высший пилотаж»: «Создание длинной птицы», режиссёр Уилл Андерсон (Великобритания, Шотландия);
- Специальный приз жюри «За проникновение в глубины человеческой души»: «О, Уилли…», режиссёры Эмма Де Сваф, Марк Джеймс Рулс (Бельгия, Франция, Нидерланды);
- Специальный приз жюри «За обращение к проблеме одиночества»: «366 дней», режиссёр Йоханнес Шисль (Германия);
  - Приз в категории «Студенческие фильмы, созданные в процессе обучения»: «Дневник Темби», режиссёр Ким Джи-Су (Республика Корея);
  - Приз в категории «Дипломная работа»: «Я — Том Муди», режиссёр Эйнзли Хендерсон , Великобритания (Шотландия);
    - Диплом «За понимание того, что не нужно далеко путешествовать, чтобы найти друга»: «Пишто уезжает», режиссёр Соня Кендель (Россия);
    - Диплом «За способность сотворить чудо»: «Мой странный дедушка», режиссёр Дина Великовская (Россия);

  - Приз в категории "Первый профессиональный фильм, снятый вне учебного заведения: «Всепоглощающая любовь (Мужчина в коте)», режиссёр Луис Хадсон (Великобритания);
    - Диплом «За лучший детский фильм, чудесный, как снежинка»: «Снежинка», режиссёр Наталья Чернышёва (Россия);

  - Приз зрительских симпатий: «Создание длинной птицы», режиссёр Уилл Андерсон, Великобритания (Шотландия).

### КРОК-ХХ
В 2013 году юбилейный фестиваль прошёл с 1 по 10 сентября на борту теплохода «Зірка Дніпра» по маршруту Одесса — Севастополь — Запорожье — Киев.
- Гран-при: «Дикий», режиссёр Дэниэл Соуса (США);
- Специальный приз жюри «За выразительность киноязыка»: «Лапчатоногиум», режиссёр Жереми Клапен (Франция);
- Специальный приз жюри "За трамвай «Желание»: «Трамвай», режиссёр Михаэла Павлатова (Франция, Чехия);
- Специальный приз жюри «За первый профессиональный фильм»: «До Сантьяго», режиссёр Мауро Карраро (Швейцария);
- Особый приз имени Александра Татарского «Пластилиновая ворона» — «За высший пилотаж»: «Моя мама — самолёт», режиссёр Юлия Аронова (Россия);
  - Приз в категории «Фильмы продолжительностью до 5 минут»: «Я видел, как мыши кота хоронили», режиссёр Дмитрий Геллер (Россия, Китай);
  - Приз в категории «Фильмы продолжительностью от 5 до 10 минут»: «Граница», режиссёр Дастин Рис (Швейцария);
  - Приз в категории «Фильмы продолжительностью от 10 до 50 минут»: «Мать и сын», режиссёр Андрей Ушаков (Россия);
    - Диплом «За оригинальность прочтения классического детектива»: «Шерлок Холмс и черные человечки», режиссёр Александр Бубнов (Украина);

  - Приз в категории «Фильмы для детей»: «Морозко», режиссёр Юрий Черенков (Франция);
  - Приз в категории «Прикладная и заказная анимация»: «Форма», режиссёры Катажина Киек, Пшемыслав Адамский (Польша, Япония);
    - Диплом «За ироничный взгляд на современное искусство»: анимационный ролик «Реклама музея Эрарта», режиссёр Дмитрий Высоцкий (Россия);
    - Диплом "За лучшее воплощение песни «Как служил же я у пана»: «Как служил же я у пана», режиссёр Михаил Тумеля (Белоруссия).

### КРОК-ХХI
Прошел с 29 сентября по 6 октября 2014 на теплоходе «Александр Радищев» по маршруту: Москва — Тверь — Мышкин — Углич — Тутаев — Кострома — Ярославль.
- Гран-при — фильму «Корова в кружке»[12] (режиссёр Яньтон Чжу, Япония);
- Специальный приз жюри «Лучший детский фильм»: «Смелая мама» (режиссёр Александра Лукина, Россия);
- Специальный приз жюри «Самый смешной фильм»: «Ветер» (режиссёр Роберт Лёбель, Германия);
- Специальный приз жюри «За самое оригинальное кинематографическое видение»: «Астигматизм» (режиссёр Николай Трошинский, Испания);
- Специальный приз жюри «За рыцарство в профессии» — режиссёру, художнику, педагогу Евгению Сивоконю, Украина);
- Особый приз имени Александра Татарского «Пластилиновая ворона» — «За высший пилотаж»: «Симфония № 42» (режиссёр Река Бучи, Венгрия);
  - Приз в категории «Студенческие фильмы, созданные в процессе обучения»: «Возвращение» (режиссёр Наталья Чернышева, Франция);
  - Приз в категории «Дипломная работа»: «Киоск» (режиссёр Анете Мелеце, Швейцария);
  - Приз в категории «Первый профессиональный фильм, снятый вне учебного заведения»: «Обида» (режиссёр Анна Буданова, Россия);
  - Приз зрительских симпатий/AUDIENCE PRIZE: «Ветер» (режиссёр Роберт Лёбель, Германия);
    - Приз кинокритиков: «Друзья» (режиссёр Роман Соколов, Россия).

### КРОК-ХХII
Прошел с 20 по 27 сентября 2015 на борту теплохода «Константин Симонов», который проследовал из Москвы через города Дубна, Череповец, Горицы, Петрозаводск, Мандроги в Санкт-Петербург. В конкурсной программе было представлено 175 мультфильмов из 44 стран.
- Гран-при: «Брут»[14] (режиссёр Светлана Филиппова, Россия);
- Особый приз имени Александра Татарского «Пластилиновая ворона» — «За высший пилотаж»: Мы не можем жить без космоса (режиссёр Константин Бронзит, Россия);
- Специальный приз жюри «За верность семейным ценностям»: «Пилоты по дороге домой» (режиссёры Прийт Пярн и Ольга Пярн, Эстония);
- Специальный приз жюри «За внимание к мельчайшим деталям»: «Джонни Экспресс» (реж. Ву Кьюнминь, Южная Корея);
  - Приз в категории «Фильмы до 5 минут»: «Купальня» (режиссёр Томек Даки, Польша);
  - Приз в категории «Фильмы от 5 до 10 минут»: «Самородки» (режиссёр Андреас Хикади, Германия);
  - Приз в категории «Фильмы от 10 до 50 минут»: «Волк Вася» (режиссёр Екатерина Соколова, Россия);
    - Дипломы в категории «Фильмы от 10 до 50 минут»: «Мой личный лось» (режиссёр Леонид Шмельков, Россия), «Мужчина встречает женщину» (режиссёр Дмитрий Геллер, Россия);

  - Приз в категории «Прикладная анимация»: Поросёнок (мультсериал) (режиссёр Наталья Березовая, Россия);
    - Дипломы в категории «Прикладная анимация»: «Муравей и муравьед» (режиссёр Алексей Алексеев, Россия), «Повесть минувших лет. Лида» (режиссёр Мария Матусевич, Беларусь);
    - Дипломы в специальной секции «Off limits»: «Мадам и дева» (режиссёр Наталья Мирзоян, Россия), «Дом бессознательного» (режиссёр Прийт Тендер, Эстония);

  - Приз в категории «Фильм для детей»: «Считая овец» (режиссёр Фриц Штандер, Франция, Бельгия);
    - Дипломы в категории «Фильм для детей»: «Пык-пык-пык» (режиссёр Дмитрий Высоцкий, Россия), «Раз, два, tree» (режиссёр Юлия Аронова, Франция, Швейцария);
    - Приз зрительских симпатий: «Сексуальная стирка» (режиссёр Изабелла Плучинска, Канада)[15];
    - Специальный приз оргкомитета фестиваля: Совы нежные (группа режиссёров, Россия).

### КРОК-ХХIII
Прошел с 30 сентября по 7 октября 2016 года по маршруту: Москва — Тверь — Углич — Мышкин — Череповец — Плес — Кострома — Ярославль на теплоходе «Константин Симонов». В конкурсной программе были работы студентов и дебютантов. На «Крок» было подано более тысячи заявок из 52 стран, селекционная комиссия отобрала 139 фильмов из 42 стран, и ещё около полусотни картин были показаны вне конкурса.
- Гран-при: «Эдмонд»[17] (Великобритания, режиссёр Нина Ганц);
- Специальные призы: «Мерло» (Италия, режиссёры Марта Дженнари и Джулия Мартинелли), «Лёсс» (США, режиссёр И Чжао), «Два друга» (Франция, режиссёр Наталья Чернышева, этот же фильм получил приз зрительских симпатий);
- Особый приз имени Александра Татарского «Пластилиновая ворона» — «За высший пилотаж»: «Кукушка» (Россия, режиссёр Дина Великовская);
  - Приз в категории «Первый профессиональный фильм, снятый вне учебного заведения»: «Корабли прошлых лет» (Россия, режиссёр Георгий Богуславский);
  - Приз в категории «Дипломная работа»: «Осколок» (Россия, режиссёр Дмитрий Иванов);
  - Приз в категории «Студенческие фильмы»: «Страшный суд» (режиссёр Цзюньйи Сяо, США);
    - Дипломы в категории «Студенческие фильмы»: «Боль» (Россия, режиссёр Надежда Федотова), «Апорт!» (Россия, режиссёр Денис Воронин), «Сказка» (Венгрия, режиссёр Аттиле Бертоти);

В этом году у фестиваля появился ещё один именной приз — «Тонино», памяти итальянского драматурга Тонино Гуэрра. Первыми лауреатами стали уже упомянутый И Чжао с фильмом «Лёсс» и россиянка Светлана Разгуляева с фильмом «Почему банан огрызается». Рисунок Тонино Гуэрра также был подарен известному режиссёру Алексею Туркусу. Призы вручила вдова драматурга Лора Гуэрра.

### КРОК-ХХIV
Прошёл с 13 по 21 сентября 2017 года по маршруту: Москва — Углич — Горицы — Петрозаводск — Мандроги — Валаам — Санкт-Петербург. В конкурсную программу вошли 140 фильмов из 36 стран. Всего на селекцию были поданы 972 заявки из 54 стран. Лауреатов назвали в Санкт-Петербурге, церемония закрытия прошла в "Открытой киностудии «Лендок».
- Гран-при: «Негативное пространство» (Франция, режиссёры Макс Портер и Ру Кувахата);
- Специальные призы: «Большая сумка» (Франция, режиссёр Дэниел Гривс), «Пепе ле Морж» (Франция, реж. Люкрес Андре) и «Причинная» (Украина, режиссёр Андрей Щербак);
- Особый приз имени Александра Татарского «Пластилиновая ворона» — «За высший пилотаж» получил его друг и соавтор, сооснователь первой в России независимой киностудии «Пилот» Игорь Ковалев за фильм «До любви»;
  - Приз в категории «Фильмы до 5 минут»: «Как твоя простата?» (Франция, режиссёры Жанна Патурль и Сесиль Руссе);
  - Приз в категории «Фильмы от 5 до 10 минут»: «Конец сезона» (Австрия, режиссёр Даниэла Ляйтер);
  - Приз в категории «Фильмы от 10 до 50 минут»: «Питон и сторож» (Россия, режиссёр Антон Дьяков);
  - Приз в категории «Фильмы для детей» и приз зрительских симпатий: «Хулиганские сказки» (Великобритания, режиссёры Якоб Шу и Ян Лахауэр);
  - Приз в категории «Прикладная анимация»: «Аниматанго» (джем для Национальной анимационной премии «Икар», Россия, группа режиссёров);

Член жюри от России Екатерина Соколова прокомментировала результаты так: «Впечатление от программы осталось очень хорошее, в конкурсе было много сильных и интересных фильмов, как новых, так и отмеченных самыми престижными призами международных кинофестивалей. Это и стало для нас проблемой — всех не наградишь. В жюри собрались люди очень разными, с диаметрально противоположными взглядами и вкусами, мы ругались, спорили, но в конце концов остались очень довольными прошедшим фестивалем».

### КРОК-ХХV
Прошел с 30 сентября по 7 октября 2018 года. Фестиваль на теплоходе «Константин Симонов» посетил Углич, Нижний Новгород, Чебоксары, Ярославль. При поддержке члена Оргкомитета фестиваля Чулпан Хаматовой дирекция «Крока» составляла маршрут специально с учётом прибытия в Казань, где прошла церемония закрытия..
В конкурсную программу фестиваля вошли 130 фильмов из 42 стран. Всего же на селекцию было подано 1312 заявок из 64 стран.
- Гран-при: «Митина любовь» (Россия, Светлана Филиппова);
- Особый приз имени Александра Татарского «Пластилиновая ворона» — «За высший пилотаж»: «Стол» (Франция, Евгений Бойцов);
- Специальные призы: «Кошачьи дни» (Германия, Япония, реж. Йон Фрики), «Пять минут до моря» (Россия, Наталья Мирзоян), «Теория заката» (Россия, Роман Соколов);
  -     - Призы имени Тонино Гуэрра: «Потерянный сад» (Россия, режиссёр Наталья Чернышова), «Суета сует» (Россия, режиссёры Алексей Туркус, Алексей Шелманов);

  - Приз в категории «Дипломные работы»: «Мы же люди, в конце концов» (Чехия, режиссёр Ян Мика);
  - Приз в категории «Первые профессиональные фильмы»: «Уик-энды» (США, режиссёр Тревор Хименес);
  - Приз в категории «Фильмы продолжительностью до 5 минут»: «Расставание» (Израиль, режиссёр Шахаф Рам);
  - Приз в категории «Фильмы продолжительностью от 5 до 10 минут»: «Жёлтый» (Словакия, режиссёр Ивана Шебестова);
  - Приз в категории «Фильмы продолжительностью свыше 50 минут»: «Этот великолепный торт!» (Бельгия, Франция, Нидерланды, режиссёры Марк Джеймс Рулс, Эмма де Свэф);
    - Приз зрительских симпатий: «Пять минут до моря» (Россия, Наталья Мирзоян).